# Homonota borellii
Espèce
Synonymes
- Gymnodactylus borelli Peracca, 1897

Homonota borellii est une espèce de geckos de la famille des Phyllodactylidae.

## Répartition
Cette espèce est endémique d'Argentine. Elle se rencontre dans les provinces de Salta, du Chaco, de La Rioja, de Buenos Aires et de Córdoba. Sa présence est incertaine en Bolivie.

## Description
Dans sa description, Peracca indique que le spécimen en sa possession mesure 79 mm dont 46 mm pour la queue, tout en précisant que la longueur de celle-ci, incomplète, a été estimée. Son dos est gris cendré et sa face ventrale gris cendré clair. Une bande noire s'étend de la narine jusqu'à l’œil.

## Étymologie
Cette espèce est nommée en l'honneur du zoologue Alfredo Borelli (en) (1858-1943).

## Publication originale
- (it) Peracca, 1897 : Rettili e Anfibi. Viaggio del Dott. Alfredo Borelli nel Chaco boliviano e nella Repubblica Argentina. Bollettino dei Musei di Zoologia ed Anatomia Comparata della R. Università di Torino, vol. 12, no 274, p. 1-19 (texte intégral).